# Patricia Maldonado (actriz)
Patricia Maldonado es una actriz colombiana con una extensa carrera en el teatro, el cine y la televisión de ese país.

## Carrera
Nació en 1964.patricia inició su carrera como actriz destacándose en varias producciones teatrales en la ciudad de Bogotá. En 1988 integró el elenco de la telenovela Mi sangre aunque plebeya, rodeada de actores como Fernando Corredor, Humberto Dorado y Mauricio Figueroa. Ese mismo año encarnó a Natalia Márquez en Caballo viejo con Carlos Muñoz y Consuelo Luzardo.
En 1991 interpretó a Escolástica García en La casa de las dos palmas y tres años después a Sarita Elizondo en Las aguas mansas. Realizó el papel de Rosario Sierra en la popular telenovela Perro amor en 1998 y abrió el nuevo milenio interpretando a una enfermera en la película La toma de la embajada, basada en el hecho histórico ocurrido en 1980 donde el grupo subversivo M-19 realizó una toma a la embajada de la República Dominicana en Bogotá.
Dos años después interpretó a Esperanza de Brochero en la película Como el gato y el ratón, historia de dos familias cuya enemistad termina en tragedia, dirigida por Rodrigo Triana y escrita por Jörg Hiller. Tras alejarse por algunos años de las producciones de cine y televisión para dedicarse al teatro y a realizar diversos estudios, Maldonado retornó a la televisión en el papel de Abigaíl en la serie Sin senos sí hay paraíso en 2017. En 2018 regresó al cine en la película de humor Si saben como me pongo ¿pa' que me invitan?, dirigida por Fernando Ayllón y protagonizada por Freddy Beltrán, Manuel Busquets y Lina Cardona.

## Filmografía

### Televisión
| Año       | Título                    | Personaje                 | Canal              |
| --------- | ------------------------- | ------------------------- | ------------------ |
| 2017-2018 | Sin senos sí hay paraíso  | Abigail                   | Telemundo          |
| 2017      | Testosterona Pink         | Daniela                   | Caracol Play       |
| 2013      | El día de la suerte       | Jessusa Escobar           | RCN Televisión     |
| 1998      | Perro amor                | Rosario Sierra de Santana | Canal Uno          |
| 1997      | Cartas de amor            |                           |                    |
| 1996      | Hombres                   |                           | RCN Televisión     |
| 1994-1995 | Las aguas mansas          | Sara Elizondo             |                    |
| 1990-1991 | La casa de las dos palmas | Escolástica García        | RCN Televisión     |
| 1990      | El pasado no perdona      |                           | Cadena Uno         |
| 1988      | Caballo viejo             | Natalia Marquez           | Caracol Televisión |
| 1987      | Mi sangre aunque plebeya  |                           |                    |
| 1987      | Dos rostros, una vida     |                           |                    |
| 1985-1986 | Tuyo es mi corazón        | Dora Peñaloza             | Caracol Televisión |
| 1984-1986 | Los cuervos               | Cristal                   | Cadena Dos         |
| 1984      | Asesinato sin identidad   |                           |                    |

## Cine
| Año  | Título                                      | Personaje             | Nota |
| ---- | ------------------------------------------- | --------------------- | ---- |
| 2018 | Si saben como me pongo ¿pa' que me invitan? |                       |      |
| 2002 | Como el gato y el ratón                     | Esperanza de Brochero |      |
| 2000 | La toma de la embajada                      | Nurse                 |      |